# Дуранкулак
Дуранкулак (болг. Дуранкулак) — село в Болгарии, которое является самым северным болгарским населённым пунктом на побережье Чёрного моря, вблизи границы с Румынией. Находится на территории Добричской области, входит в Общину Шабла. Население составляет 419 человек.

## Географическое положение
- 4 км от черноморского побережья и кемпинга «Космос» на песчаном берегу
- 5 км от границы с Румынией
- 18 км на север от города Шабла
- 101 км от Варны.

## История
Здесь в неолитических поселениях на озере Дуранкулаке обнаружены первые каменные конструкции в Европе — 5400 году до н. э. Находку можно назвать самым большим каменным зданием того периода.
При археологических раскопках в поселковом кладбище «Большой остров» в Дуранкулашком озере открыт уникальный археологический объект, содержащий сведения о человеческом присутствии во время позднего неолита, поселения поздней каменно-медной, поздней бронзовой и начала ранней железной эпох. Через некоторый перерыв, во время второй половины IX века, на «Большом острове» возникло и болгарское поселение. Это самый большой археологический объект в Добрудже, в котором представлена почти без перерыва целая праистория и большая часть древней и ранней средневековой истории этой части Болгарии. Находки на Большом острове хранятся в историческом музее в Добриче и в музейной коллекции в самом селе.
Поселение Дуранкулак-Блатница на западном берегу озера Дуранкулак относится к ранним этапам поздненеолитической культуры Хаманджия (середина VI — первая половина V тыс. до н. э.).

## Политическая ситуация
В местном кметстве Дуранкулака, в состав которого входит Дуранкулак, должность кмета (старосты) исполняет Зюмбюл Ангелов Медаров (Земледельческий народный союз (ЗНС)) по результатам выборов.